# جونجي ساتو
جونجي ساتو (باليابانية: 佐藤 淳志) (4 فبراير 1975 في ياماغاتا في اليابان – )؛ هو لاعب كرة قدم ياباني سابق كان يلعب كمدافع.

## وصلات خارجية
- جونجي ساتو على موقع رابطة كرة القدم اليابانية للمحترفين (اليابانية)